# Kostel Jména Ježíš (Telč)
Kostel Jména Ježíš je římskokatolický chrám ve městě Telč v okrese Jihlava, součást areálu bývalé jezuitské koleje. Je chráněn jako kulturní památka České republiky. Je filiálním kostelem telčské farnosti.

## Historie
Chrám byl vybudován v době, kdy již byla část telčského jezuitského areálu dokončena. Jezuité zpočátku k bohoslužbám využívali blízký farní kostel svatého Jakuba, ke stavbě svého přistoupili pravděpodobně v roce 1663. Dokončen v roce 1667, stavitelem byl Ital Stefano Perti pravděpodobně podle cizího návrhu, chrám byl vysvěcen téhož roku olomouckým biskupem Karlem II. z Lichtenštejna-Kastelkornu.

## Popis
Jedná se o raně barokní kostel se sálovou dispozicí a s bočními kaplemi, který je do náměstí obrácen netypicky boční fasádou s kamenným portálem. Ze severní i jižní strany pravoúhlého presbytáře se nachází dvě hranolové věže, mezi nimiž byla otevřená arkáda (po jejím objevu byla v roce 1996 rekonstruována jako slepá), která sloužila pro meteorologická pozorování, uváděna je však i světská vyhlídka na město. Samotný kostel stojí v severovýchodním rohu bývalé jezuitské koleje, na místě staré fary a školy. K jeho východnímu průčelí tvořenému kněžištěm bylo v letech 1702–1703 přistavěno jezuitské gymnázium.
Na hlavním oltáři je obraz rakouského malíře Daniela Grana s motivem adorace Nejsvětějšího Jména Ježíš.